# Inseminazione delle nuvole

Inseminazione delle nuvole

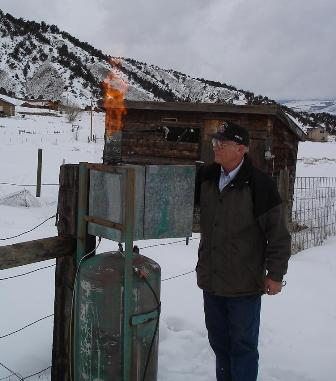
Un generatore di ioduro d'argento

Con inseminazione delle nuvole, semina delle nuvole o ancora col termine inglese di cloud seeding s'intende una tecnica che mira a cambiare la quantità ed il tipo di precipitazione attraverso la dispersione nelle nubi di sostanze chimiche che fungano da nuclei di condensazione per favorire le precipitazioni. Questa tecnica può essere impiegata sia per aumentare la piovosità in zone aride sia per prevenire la formazione di grandine in fronti temporaleschi. 
Le sostanze possono essere disperse da aerei, rilasciate da dispositivi a terra, o veicolate tramite uso di razzi o cannoni antiaerei. In base alla tecnica impiegata, queste possono essere iniettate direttamente nelle nuvole, lasciate cadere al di sopra di esse oppure disperse al di sotto delle nuvole affinché siano trasportate al loro interno dalle correnti ascensionali.

## Descrizione

### Presupposti teorici
Principalmente vengono usate sostanze come lo ioduro d'argento, lo ioduro di potassio e il ghiaccio secco (biossido di carbonio congelato). Per produrre ghiaccio a temperature superiori sono usate anche espansioni di propano liquido per produrre cristalli, altri materiali igroscopici, come ad esempio il sale, sembrano dare risultati promettenti. Di base i sali hanno la stessa funzione delle particelle naturali igroscopiche come il pulviscolo.
Affinché si formi ghiaccio è necessario che la nuvola contenga acqua sopraffusa allo stato liquido, ovvero a una temperatura inferiore ai 0 °C. L'introduzione di una sostanza come lo ioduro d'argento, che ha una struttura cristallina simile al ghiaccio, induce una reazione di congelamento del vapore acqueo per nucleazione eterogenea.
Anche l'espansione di propano o di ghiaccio secco raffredda l'aria abbastanza da far nucleare spontaneamente i cristalli di ghiaccio dallo stato gassoso, ma a differenza dell'inseminazione con ioduro d'argento, questa nucleazione non richiede particelle d'acqua preesistenti, dal momento che produce una quantità di vapore estremamente alta, vicino al livello di saturazione (sebbene le goccioline d'acqua esistenti siano comunque necessarie per aggregare i cristalli di ghiaccio in particelle di dimensione sufficienti a dare origine alle precipitazioni).
Alle medie latitudini solitamente si deve tener conto che la pressione di equilibrio è inferiore per il ghiaccio rispetto all'acqua. Quando le particelle di ghiaccio si formano nelle nubi sovraraffreddate, queste crescono a spese delle gocce liquide. Se sono sufficientemente grandi, diventano abbastanza pesanti per trasformarsi in neve (o in pioggia, se si fondono) da nuvole che altrimenti non produrrebbero precipitazioni. Questo processo è noto come “inseminazione statica”.
Nel caso della stagione calda o delle nuvole cumuliformi tropicali si cerca di sfruttare il calore latente rilasciato durante il processo di congelamento. Questa strategia d'inseminazione (detta "dinamica") presume che il calore latente aggiunga galleggiabilità, rinforzi le correnti ascensionali, formi convergenze ad un livello più basso, ed in definitiva assicuri una crescita più rapida delle nuvole.

### Dispute sull'efficacia della tecnica
La Federation of Meteorology ha condotto a più riprese studi nel 1903, nel 1915, nel 1919, nel 1944 e nel 1947.
Negli anni cinquanta la divisione per la radiofisica CSIRO ha iniziato ad indagare la fisica delle nubi, ipotizzando di conseguire concreti risultati entro il 1957. Negli anni sessanta questi sogni erano sbiaditi, e si pensò di usare queste tecniche per la produzione di energia idroelettrica.
Mentre è indubbio che le tecniche di semina delle nuvole possono effettivamente alterare la struttura e le dimensioni delle nubi, più controversa è la sua efficacia nell'incrementare la quantità di pioggia. Parte del problema è che è difficile capire quanta pioggia sarebbe caduta se la nube non fosse stata “inseminata”. In altre parole, è difficile distinguere le precipitazioni dovute all'inseminazione artificiale, data la naturale variabilità di queste, spesso molto grande. Comunque si spera che usando tali tecniche in inverno sopra le cime si produca neve. D'altra parte questa teoria è sostenuta da associazioni di professionisti come la  Weather Modification Association., World Meteorological Organization, e la American Meteorological Society (AMS), che tuttavia sostiene anche come non vi sia evidenza che l'incremento stagionale del 10% di precipitazioni nevose sia da correlare all'inseminazione delle nuvole.
L'Ente nazionale per le ricerche atmosferiche (NCAR) è una istituzione che si trova a Boulder (Colorado) e che si occupa di analisi statistiche sulle nubi inseminate al fine di studiarne le differenze. Hanno condotto studi in diversi paesi, tra i quali Mali, Arabia Saudita, Messico, Sudafrica, Thailandia, Italia ed Argentina.
È stato anche annunciato che sarebbero state inseminate le nuvole durante i giochi olimpici del 2008 a Pechino al fine di evitare la pioggia durante le cerimonie di consegna della medaglie tuttavia l'ufficio cinese per la modificazione meteorologica pubblica raramente letteratura scientifica aperta, ragion per cui le loro proclamazioni di successo sono ampiamente dibattute.

Lo ioduro d'argento, classificato col colore blu, secondo livello, dalla NFPA 704, può causare inabilità temporanea o, con un'esposizione prolungata, un danno residuo (ad esempio, il cloroformio), ma comunque non cronico. Tuttavia ci sono diversi studi di matrice ecologista che hanno dimostrato che gli effetti sulla salute e sull'ambiente sono trascurabili.
È stata dimostrata la bassa tossicità dell'argento e dei componenti da esso derivati. Ciò potrebbe essere dovuto alla quantità di parti d'argento presenti nella nube, inferiore di 100 volte rispetto alla emissioni industriali in atmosfera in molte parti del mondo, o rispetto alle singole esposizioni nel caso di otturazioni dentarie.
.

L'accumulo al suolo e nella vegetazione non sono stati sufficientemente studiati. Una valutazione ambientale della Sierra Nevada del 1995 ed uno studio in Australia del 2004 confermano le precedenti ricerche.

### Soluzioni moderne
Questa soluzione venne studiata in diverse varianti per cercare di aumentare l'efficacia della soluzione.
Una di queste è l'uso di acqua elettrostaticamente carica e da spargere tramite aerosol nelle nubi, in modo che queste si fondano con le goccioline elettricamente negative
Altre soluzioni sono l'uso di scariche elettriche nelle nubi, soluzione che permette di generare direttamente nelle nubi le goccioline elettricamente positive e che poi si accoppiano con le corrispettive goccioline elettricamente negative.
Un'altra strada ipotizzata è l'utilizzo di nanotecnologie, la cui caratteristica principale è quella di assorbire molta più umidità rispetto al semplice sale, facilitando così la formazione di gocce d'acqua
Altre soluzioni invece prevedono un migliore studio delle condizioni e previsione dei risultati, anche grazie all'uso dell'intelligenza artificiale.

## Storia di una scoperta

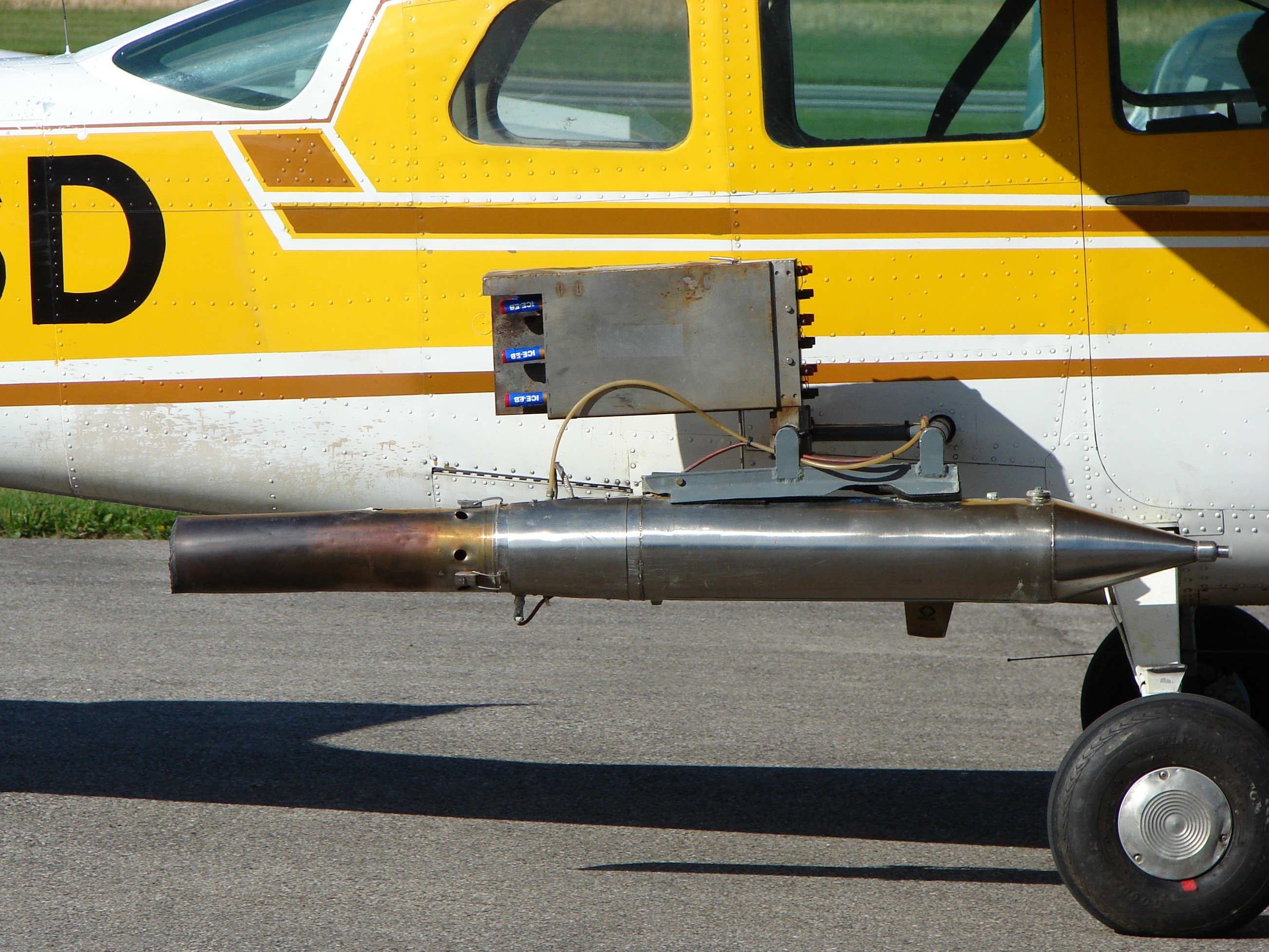
Cessna 210 equipaggiato per l'inseminazione delle nuvole

Vincent Schaefer (1906–1993) scoprì il principio della semina delle nuvole nel luglio 1946 attraverso una serie di eventi fortuiti, durante una scalata sul Monte Washington, nello Stato di New York. In seguito ad una discussione con il premio nobel Irving Langmuir, Schaefer, che era un suo collaboratore, ebbe l'idea di creare nubi sovraraffreddate usando una speciale microfibra.
Usò centinaia di sostanze potenziali per stimolare la formazione di cristalli di ghiaccio, come sale, talco in polvere, terra ed altre sostanze chimiche, finché in quello stesso mese, proprio nel giorno più caldo ed afoso, mentre stava conducendo esperimenti allo Schenectady Lab., notò che l'aria non si era raffreddata abbastanza. Decise, quindi, di innescare il processo usando ghiaccio secco per abbassare la temperatura, ed in effetti si ebbe la formazione di milioni di microcristalli, con un grado di riflessione della luce così alto da illuminare la maggior parte della stanza. L'esperimento fu facilmente replicato, ed egli stabilì anche in −40 °C il limite di temperatura per la formazione di ghiaccio.
Contemporaneamente il noto climatologo Bernard Vonnegut, fratello dello scrittore Kurt Vonnegut e collega di Schaefer, creò un metodo di inseminazione usando iodio ed argento per produrre ioduro d'argento. Mentre Schaefer alterava la temperatura all'interno della nuvola, Vonnegut ne alterava la struttura cristallina sfruttando la proprietà detta parametro di rete tra due tipi di cristallo (in seguito la cristallografia del ghiaccio fu la base teorica del racconto di Kurt Vonnegut Ghiaccio-nove).

Il primo tentativo di alterare la struttura delle nuvole attraverso le tecniche di cloud seeding si svolse durante un volo nel novembre dello stesso anno nello stato di New York, quando Schaefer riuscì a stimolare una precipitazione nevosa presso il monte Greylock, nel Massachusetts orientale; in seguito egli inseminò una nube con circa 2 kg di ghiaccio secco da una distanza di 96 chilometri dall'aeroporto della contea di Schenectady. Infatti ghiaccio secco e ioduro d'argento sono agenti efficaci nelle alterazioni fisico-chimiche nuvole, quindi utile per aumentare le precipitazioni invernali in montagna e nella prevenzione, in determinate condizioni, di fulmini e grandine.
Pur non essendo nuova, questa tecnica di inseminazione igroscopica (utile per intensificare le precipitazioni piovose partendo da nuvole calde) sta avendo un forte rilancio, basato su indicazioni positive di ricerche condotte di Sudafrica, Messico ed altrove. Il materiale igroscopico più comunemente usato è il sale. Si pensa che l'inseminazione igroscopica possa dare origine ad un'intera gamma di gocce, più marittime (ovvero più grosse) e meno continentali, unite per coalescenza.
Tra il 1981 ed il 2000 è stato condotto uno studio sull'uso dello ioduro d'argento al fine di prevenire la pioggia (tecnica attualmente usata), mentre tra il 2002 ed il 2006 l'accademia delle scienze americana ha condotto un programma di ricerca per chiarire definitivamente la questione dell'effettiva efficacia della tecnica.

## Utilizzo della tecnica nel mondo

### Cina
Lo stato che fa più largo uso di tecniche di inseminazione delle nuvole è la Repubblica Popolare Cinese, che mira ad incrementare la quantità di pioggia di molte regioni aride, compresa la capitale Pechino. Vi è anche un conflitto politico tra diverse regioni che si accusano a vicenda di "rubare pioggia" attraverso l'inseminazione delle nuvole. Inoltre la Cina usò l'inseminazione delle nuvole a Pechino prima dei giochi olimpici del 2008 al fine di liberare l'aria dall'inquinamento.

### Marocco
Nel 1985 il governo marocchino ha iniziato un programma di semina delle nubi chiamato 'Al-Ghait'. Il sistema venne impiegato in Marocco nel 1999, è stato impiegato anche in Burkina Faso tra il 1999 e il 2002, mentre nel 2005 venne impiegato in Senegal.
Il programma di semina Nube 'Al-Ghait', utilizza due velivoli dotati di appositi strumenti:
- Un Beech King Air: detiene attrezzature per la semina delle nubi e la fisica delle nubi.
- Alpha Jet H: detiene solo le attrezzature per la semina ed è dotato di un radar meteorologico " Sperry/Honeywell PRIMUS 300SL".

### Stati Uniti
Negli Stati Uniti l'inseminazione delle nuvole è usata per incrementare le precipitazioni in zone siccitose e per ridurre sia la dimensione dei chicchi di grandine che si formano nei temporali, sia la nebbia negli aeroporti. Inoltre è occasionalmente usata dalle principali stazioni sciistiche per indurre nevicate. 
Diverse compagnie commerciali, come la Aero Systems Incorporated, l'Atmospherics Incorporated, la North American Weather Consultants, la Weather Modification Incorporated, la Weather Enhancement Technologies International e la Seeding Operations and Atmospheric Research offrono servizi di modificazione meteorologica incentrati sull'inseminazione delle nuvole.
La Irving P. Krick e soci, un'organizzazione privata di Palm Springs in California, si offrì durante gli anni settanta di condurre esperimenti di modificazione meteorologica usando dei razzi per inseminare le nubi con argento iodato. Questi furono autorizzati nel 1972 dall'università dell'Oklahoma di condurre un esperimento per incrementare le precipitazioni piovose presso il lago di Carl Blackwell, che a quel tempo (1972–1973) era la maggior riserva idrica per lo Stillwater e del quale il livello di acqua era pericolosamente basso. Il progetto non fu condotto abbastanza a lungo da poter apprezzare variazioni statistiche. Comunque furono molti gli esperimenti condotti in California fin dal 1948.
Il progetto Stormfury degli anni sessanta fu un tentativo da parte dell'esercito statunitense di modificare gli uragani atlantici. Non è chiaro se il progetto fosse stato un successo, in quanto solamente pochi uragani furono testati con l'inseminazione delle nuvole, a causa delle rigide restrizioni date dagli ideatori del progetto. Inoltre le piccole modificazioni strutturali degli uragani furono temporanee. La paura che la semina della nuvole potesse alterare la direzione e la potenza degli uragani ed avere effetti negativi sulla popolazione indusse all'abbandono del progetto stesso.
Dagli anni sessanta due agenzie federali hanno sostenuto diverse progetti di ricerca di modificazione meteorologica: l'Ufficio Americano di Bonifica, una sezione del Dipartimento degli Interni, ed il National Oceanic ed Atmospheric Administration (Amministrazione Nazionale per gli Oceani e l'Atmosfera) del Dipartimento del commercio.
Il primo sponsorizzò i progetti di ricerca dal 1964 al 1988 includendoli nel progetto Skywater, mentre il NOAA condusse un programma di modificazione meteorologica tra il 1979 ed il 1993. I progetti sono stati esportati in diversi stati, e due nazioni (Thailandia) stanno attualmente studiando la possibilità di modificare il tempo sia in estate che in inverno.
Nel 1969 a Woodstock molte persone dissero di aver visto aerei militari inseminare le nuvole. Si disse che questo fu la causa della pioggia caduta per quasi l'intero festival. Questa rimane una delle molte teorie del complotto diffuse dal movimento hippy a quel tempo.
Tra il marzo 1967 al luglio 1972 l'esercito statunitense, durante l'Operazione Popeye, inseminò con argento iodato il Vietnam del Nord, e specificatamente il Sentiero di Ho Chi Minh, al fine di prolungare la stagione monsonica. In seguito a questa operazione si ebbe un'estensione della stagione delle piogge tra i 30 e i 45 giorni. Sebbene gli Stati Uniti abbiano in seguito firmato la Convenzione ENMOD, che vieta l'uso di tecniche di modificazione meteorologica per scopi ostili, uno studio dell'aeronautica militare americana ("Owning the Weather in 2025") del 1996 tornò ad ipotizzare l'uso di metodi di modifica meteorologica in ambito militare.
Più recentemente è stato presentato tra il 2002 ed il 2006 un progetto di ricerca in piccola scala da parte di sei stati dell'ovest degli Stati Uniti denominato Weather Damage Modification Program (letteralmente: programma di modificazione del danno meteorologico). Nel gennaio del 2006 sono stati stanziati 8.8 milioni di dollari per programmi di inseminazione delle nuvole in Wyoming per testare la tecnica.

### Australia
In Australia vari studi furono condotti dalla CSIRO tra il 1947 e gli anni sessanta:
- 1947–1952: gli scienziati del CSIRO lasciarono cadere ghiaccio secco sopra cumuli di nuvole. Il metodo si dimostrò efficace con nuvole molto fredde, stimolando una piovosità che, in normali condizioni, non ci sarebbe stata.
- 1953–1956: lo CSIRO condusse esperimenti simili nel sud Australia, nel Queensland ed in altre regioni. Gli esperimenti usarono generatori di argento iodato sia a terra che in alta quota.
- Fino agli anni sessanta: esperimenti simili furono condotti nelle Snowy Mountains, nella penisola di Cape York, nel New England, nel Nuovo Galles de Sud nel bacino di utenza di Warragamba, ad ovest di Sydney.

Gli esperimenti condotti dal CSIRO in Tasmania negli anni sessanta furono un successo. Oltre il bacino d'utenza dell'Altopiano Centrale ci fu un incremento delle piogge autunnali del 30%. In seguito la Commissione per l'energia idroelettrica decise di adottare regolarmente la tecnica per inseminare varie zone dello Stato.

Dall'inverno del 2004 la società australiana Snowy Hydro Limited conduce un progetto di ricerca per incrementare le precipitazioni invernali sulle Snowy mountains.
La Commissione per le risorse naturali del Nuovo Galles del Sud, responsabile della supervisione di progetti di inseminazione delle nuvole, ritiene che sia difficoltoso stabilire statisticamente se un incremento di nevicate sia dovuto all'inseminazione stessa. Il progetto venne discusso ad un vertice a Narrabri il 1º dicembre del 2006. Il vertice aveva lo scopo di delineare una strategie per i prossimi 5 anni, focalizzandosi in particolare sulla parte settentrionale dello Stato. Vennero discusse le diverse implicazioni della questione, sulla base degli studi di un team di esperti, compresi gli scienziati del progetto in Tasmania.
Nel dicembre del 2006 il governatore del Queensland annunciò lo stanziamento di 7,6 milioni di dollari australiani per progetti di ricerca sull'inseminazione delle nuvole che coinvolgessero sia il dipartimento di meteorologia australiano che il centro statunitense per le ricerche atmosferiche. Si spera che i risultati dello studio siano utili per combattere la siccità nelle regioni degli stati del Sudest.

### Francia
Tecniche di inseminazione delle nuvole sono state adottate in Francia dalla Association Nationale d'Etude et de Lutte contre les Fléaux Atmosphériques (ANELFA) in modo continuativo a partire dal 1952, principalmente nelle regioni del sud, allo scopo di prevenire la formazione di precipitazioni di grandine. Il metodo adottato si basa su generatori da terra per l'emissione di ioduro d'argento, il cui uso è andato crescendo negli anni (455 nel 1984 per un'area di 55 000 km², 838 nel 2015 per un'area di 70 000 km²). Un programma alternativo è stato sviluppato negli anni 1995-1999 dalla Association Climatologique de Moyenne Garonne (ACMG) mediante inseminazione delle correnti ascensionali da aeromobile.

### Spagna
Programmi di inseminazione delle nuvole sono stati adottati in Spagna con il principale obiettivo di contrastare la formazione di grandine al fine di tutelare i raccolti.
Un primo esperimento fu iniziato nel 1969 nella valle dell'Ebro, impiegando 290 generatori a terra per l'inseminazione di nuvole su un territorio di circa 20 000 km². Nuovi programmi furono iniziati nel 1976 e ancora nel 2000 adottando metodologie precedentemente impiegate in simili operazioni nel sud della Francia.

### Italia
Un primo tentativo di inseminazione delle nubi fu fatto da Depietri a Modena negli anni '60, ma non diede i risultati sperati.
Per far fronte ad un periodo di elevata siccità, esperimenti di inseminazione delle nuvole furono attuati dapprima nella regione Puglia negli anni 1988-1994, nell'ambito di una operazione che prese il nome di Progetto Pioggia, e in seguito nelle regioni Sicilia, Sardegna e Basilicata.

Le attività furono condotte in collaborazione dalla azienda Tecnagro e dalla compagnia israeliana EMS, una sussidiaria di Mekorot Water Company, Ltd., con l'obiettivo di trasferire le competenze e le tecnologie israeliane sul territorio italiano. Nel caso Puglia, la tecnica di inseminazione impiegata si basò sulla dispersione di ioduro d'argento da aeromobile alla base delle nuvole obiettivo, ad una altezza approssimativa di 800 m.

### Grecia
Operazioni di inseminazione delle nuvole sono avvenute in Grecia nell'ambito del programma Greek National Hail Suppression Programme negli anni 1984-1988. Le irrorazioni, avvenute tramite l'impiego di 3-4 aeromobili, hanno coperto aree variabili nel tempo, raggiungendo un'estensione superiore ai 5000Km².

### Israele
Data la carenza di acqua nella regione, lo stato di Israele è stato tra i primi paesi nell'area del Mediterraneo ad adottare il metodo di inseminazione delle nuvole per favorire le piogge. Negli anni 1961-1967 il programma Israel 1 impiegò l'inseminazione da aeromobile nella regione del centro-nord. Un secondo esperimento, Israel 2, si svolse negli anni 1969-1975 con l'obiettivo di aumentare le precipitazioni in regioni in grado di accumulare riserve d'acqua. Questi esperimenti furono considerati molto promettenti sebbene l'efficacia sia stata in seguito oggetto di dibattito sia da un punto di vista della significatività statistica sia in relazione ai possibili effetti di polveri provenienti dalle sabbie del deserto.

### Russia
In Russia, dopo il disastro di Černobyl', i piloti militari decisero di inseminare le nuvole sopra la Bielorussia al fine di rimuovere le particelle radioattive da quelle che erano in direzione di Mosca.

Nel vertice dei G8 tenutosi del luglio 2006 il presidente Putin commentò che jet militari sono stati dispiegati per inseminare le nuvole così da far piovere sopra la Finlandia.

### India
Nel biennio 2003–2004 furono condotte operazioni di semina delle nuvole in India, nello stato di Maharashtra, dalla società americana Weather Modification Inc. Attualmente è allo studio la sperimentazione in 12 distretti nello stato di Andhra Pradesh.

### Sud-Est asiatico
Nel Sud-est asiatico l'inseminazione delle nuvole è stata usata per combattere la foschia inquinata e irrespirabile (in inglese haze) generata dai fumi provenienti dalla deforestazione indonesiana, area dove ciclicamente per fertilizzare il terreno si bruciano le piantagioni troppo vecchie per impiantarne di nuove.